# Annette Rogers
Annette Rogers   (Chicago, 22 d'octubre de 1913 - Des Plaines, 8 de novembre de 2006) va ser una atleta estatunidenca, especialista en la prova de 4×100 metres relleus en què va arribar a ser doble campiona olímpica.

## Carrera esportiva
En els jocs olímpics de Los Ángeles de 1932 va guanyar la medalla d'or en els 4x100 metres relleus amb un temps de 48.4 segons, arribant a la meta per davant del Canadà (que van ser plata) i Regne Unit (bronze), sent les seves companyes d'equip: Evelyn Furtsch, Mary Carew i Wilhelmina von Bremen.
Quatre anys després, en els jocs olímpics de Berlín de 1936 Rogers va guanyar la medalla d'or en la mateixa prova, amb una marca de 46.9 segons, arribant per davant del Regne Unit (plata) i Canadà (bronze), sent les seves companyes d'equip: Harriet Bland, Betty Robinson i Helen Stephens.